# カール・ボーム
ヨーハン・フリードリヒ・カール・ゲルハルト・ボーム（ドイツ語: Johann Friedrich Carl Gerhard Bohm, 1844年9月11日 - 1920年4月4日）は、プロイセン王国及びドイツ国のピアニスト、作曲家。

## 人物・来歴
カール・ボームは、ベルリンのフリードリヒ・ヴェルダーシュ・ギムナジウムの数理科学の教師であったフリードリヒ・エドゥアルド・ボーム博士の8人兄弟の長男として生まれた。咽喉の持病のため1847年に測量技師として再教育を受け、「王室測量技師」となった。職業活動のため、カール・ボームはケーニヒスベルク・イン・デア・ノイマルクとアーロルゼンで育ったが、遅くとも1868年までにはベルリンに戻った。
カール・ボームは当初、ピアニストとして名を馳せた。ハンス・ビショフ、フロドアルド・ガイヤー、アウグスト・ライスマンの弟子だった。その後作曲を始め、軽音楽に転向した。オペレッタ、合唱曲《ヘンゼルとグレーテル》、ソナタ、ヴァイオリンとピアノの小品（作品番号330まで）を数多く作曲した。最もよく知られているのは歌曲で、最も有名なのはピアノ伴奏の声楽曲「Still wie die Nacht」（作品 326-27）である。ルドルフ・ショック、フリッツ・ヴンダーリッヒ、ハイノ、ヘルゲ・ロズヴァーンゲなど、多くの歌手によって歌われているほか、ジェイムズ・ラストによっても編曲されている。この曲は、現在でも教会の結婚式で演奏されることがある。
カール・ボームは没後ベルリンのヴィルマースドルフ墓地に埋葬され、墓碑には彼の有名な歌の最初の小節が刻まれている。この墓石は、彼の弟で建築家・画家のアドルフ・ボームがデザインしたものである。